# Ireversibil
Ireversibil este un film românesc din 2002 regizat de Raymond Popa, Cornel Caldes. Rolurile principale au fost interpretate de actorii Cristian Enea.

## Distribuție
Distribuția filmului este alcătuită din:
- Raymond Popa
- Laurențiu Valeriu Enea
- Cristian Enea